# Deutsche Meisterschaften im Freiwasserschwimmen 2013
Die Internationalen Deutschen Meisterschaften im Freiwasserschwimmen fanden vom 28. bis 30. Juni 2013 in Duisburg auf der Regattastrecke Duisburg-Wedau statt. Der Wettkampf dient auch der Qualifikation für die Weltmeisterschaften im Freiwasserschwimmen vom 19. bis 27. Juli 2013 in Barcelona.
| Disziplin        | Männer      | Männer                            | Männer     | Frauen         | Frauen            | Frauen     |
| Disziplin        | Name        | Verein                            | Zeit       | Name           | Verein            | Zeit       |
| ---------------- | ----------- | --------------------------------- | ---------- | -------------- | ----------------- | ---------- |
| 05 km Freiwasser | Thomas Lurz | SV Würzburg 05                    | 0:55:35,52 | Finnia Wunram  | SC Magdeburg      | 0:59:32,43 |
| 10 km Freiwasser | Rob Muffels | SC Magdeburg                      | 1:56:56,90 | Svenja Zihsler | SV Würzburg 05    | 2:04:38,34 |
| 25 km Freiwasser | Mark Deans  | Scottish Open Water Swimming Team | 5:29:29,14 | Jaana Ehmcke   | SC Wiesbaden 1911 | 3:18:52,71 |

## Randnotizen
Eingesetzt werden sollte eine elektronische Zeitnahme mittels Transponder an einem oder an beiden Armen.
Wegen der niedrigen Temperaturen wurde der Wettkampf der Frauen über 25 auf 15 km verkürzt.